# Sultanlar ligi
Sultanlar Ligi är högsta serien i volleyboll för damer i Turkiet. Varje säsong möts lagen i ett dubbelmöte och mästaren avgörs i slutet av säsongen genom ett slutspel. De bästa lagen kvalificerar sig för Europaspel följande säsong (CEV Champions League, CEV Cup och CEV Challenge Cup). De sämsta lagen riskerar att degraderas till Voleybol 1. Ligi.
Ligan är en av världens starkaste och de främsta lagen har nått betydande internationella framgångar i t.ex. olika cupspelen.

## Upplagor
| Upplaga                                     | Podium                            | Podium                            | Podium                            |
| Upplaga                                     | Guld                              | Silver                            | Brons                             |
| ------------------------------------------- | --------------------------------- | --------------------------------- | --------------------------------- |
| Tävlingen går under namnet Voleybol 1. Ligi |                                   |                                   |                                   |
| 1984/1985 mer information                   | Eczacıbaşı SK                     | Milangaz                          | Arçelik                           |
| 1985/1986 mer information                   | Eczacıbaşı SK                     | Milangaz                          | Arçelik                           |
| 1986/1987 mer information                   | Eczacıbaşı SK                     | Milangaz                          | Emlakbank SK                      |
| 1987/1988 mer information                   | Eczacıbaşı SK                     | Galatasaray SK                    | Milangaz                          |
| 1988/1989 mer information                   | Eczacıbaşı SK                     | Galatasaray SK                    | Emlakbank SK                      |
| 1989/1990 mer information                   | Emlakbank SK                      | Eczacıbaşı SK                     | Galatasaray SK                    |
| 1990/1991 mer information                   | Emlakbank SK                      | Eczacıbaşı SK                     | Vakıfbank SK                      |
| 1991/1992 mer information                   | Vakıfbank SK                      | Emlakbank SK                      | Eczacıbaşı SK                     |
| 1992/1993 mer information                   | Güneş Sigorta                     | Eczacıbaşı SK                     | Vakıfbank SK                      |
| 1993/1994 mer information                   | Eczacıbaşı SK                     | Emlakbank SK                      | Yeşilyurt SK                      |
| 1994/1995 mer information                   | Eczacıbaşı SK                     | Vakıfbank SK                      | Emlakbank SK                      |
| 1995/1996 mer information                   | Emlakbank SK                      | Beşiktaş JK                       | Eczacıbaşı SK                     |
| 1996/1997 mer information                   | Vakıfbank SK                      | Beşiktaş JK                       | Güneş Sigorta                     |
| 1997/1998 mer information                   | Vakıfbank SK                      | Eczacıbaşı SK                     | Kocaelispor och Emlakbank SK      |
| 1998/1999 mer information                   | Eczacıbaşı SK                     | Güneş Sigorta                     | Beşiktaş JK och Vakıfbank SK      |
| 1999/2000 mer information                   | Eczacıbaşı SK                     | Güneş Sigorta                     | Beşiktaş JK och Vakıfbank SK      |
| 2000/2001 mer information                   | Eczacıbaşı SK                     | Vakıfbank SK                      | Galatasaray SK och Yeşilyurt SK   |
| 2001/2002 mer information                   | Eczacıbaşı SK                     | Vakıfbank SK                      | Galatasaray SK                    |
| 2002/2003 mer information                   | Eczacıbaşı SK                     | Vakıfbank SK                      | İlbank SK                         |
| 2003/2004 mer information                   | Vakıfbank SK                      | Beşiktaş JK                       | Eczacıbaşı SK                     |
| 2004/2005 mer information                   | Vakıfbank SK                      | Emlak TOKİ                        | Eczacıbaşı SK                     |
| 2005/2006 mer information                   | Eczacıbaşı SK                     | Vakıfbank SK                      | Beşiktaş JK                       |
| 2006/2007 mer information                   | Eczacıbaşı SK                     | Fenerbahçe SK                     | Vakıfbank SK                      |
| 2007/2008 mer information                   | Eczacıbaşı SK                     | Fenerbahçe SK                     | Vakıfbank SK och Türk Telekom GSK |
| 2008/2009 mer information                   | Fenerbahçe SK                     | Eczacıbaşı SK                     |                                   |
| 2009/2010 mer information                   | Fenerbahçe SK                     | Vakıfbank SK                      | Eczacıbaşı SK                     |
| 2010/2011 mer information                   | Fenerbahçe SK                     | Vakıfbank SK                      | Eczacıbaşı SK                     |
| 2011/2012 mer information                   | Eczacıbaşı SK                     | Vakıfbank SK                      | Fenerbahçe SK och Galatasaray SK  |
| 2012/2013 mer information                   | Vakıfbank SK                      | Eczacıbaşı SK                     | Fenerbahçe SK och Galatasaray SK  |
| 2013/2014 mer information                   | Vakıfbank SK                      | Fenerbahçe SK                     | Galatasaray SK och Eczacıbaşı SK  |
| 2014/2015 mer information                   | Fenerbahçe SK                     | Vakıfbank SK                      | Eczacıbaşı SK                     |
| 2015/2016 mer information                   | Vakıfbank SK                      | Fenerbahçe SK                     | Eczacıbaşı SK                     |
| Tävlingen får sitt nuvarande namn           |                                   |                                   |                                   |
| 2016/2017 mer information                   | Fenerbahçe SK                     | Galatasaray SK                    | Vakıfbank SK                      |
| 2017/2018 mer information                   | Vakıfbank SK                      | Eczacıbaşı SK                     | Fenerbahçe SK                     |
| 2018/2019 mer information                   | Vakıfbank SK                      | Eczacıbaşı SK                     | Fenerbahçe SK                     |
| 2019/2020 mer information                   | Avbruten p.g.a. Covid-19-pandemin | Avbruten p.g.a. Covid-19-pandemin | Avbruten p.g.a. Covid-19-pandemin |
| 2020/2021 mer information                   | Vakıfbank SK                      | Fenerbahçe SK                     | Türk Hava Yolları SK              |
| 2021/2022 mer information                   | Vakıfbank SK                      | Fenerbahçe SK                     | Eczacıbaşı SK                     |
| 2022/2023 mer information                   | Fenerbahçe SK                     | Eczacıbaşı SK                     | Vakıfbank SK                      |
| 2023/2024 mer information                   | Fenerbahçe SK                     | Eczacıbaşı SK                     | Vakıfbank SK                      |
| 2024/2025 mer information                   |                                   |                                   |                                   |

## Medaljörer
| Pos. | Lag                  | Guld | Silver | Brons |
| ---- | -------------------- | ---- | ------ | ----- |
| 1    | Eczacıbaşı SK        | 16   | 10     | 10    |
| 2    | Vakıfbank SK         | 12   | 9      | 9     |
| 3    | Fenerbahçe SK        | 7    | 6      | 4     |
| 4    | Emlakbank SK         | 3    | 2      | 4     |
| 5    | Güneş Sigorta        | 1    | 2      | 1     |
| 6    | Galatasaray SK       | -    | 3      | 6     |
| 7    | Beşiktaş JK          | -    | 3      | 3     |
| 8    | Milangaz             | -    | 3      | 1     |
| 9    | Emlak TOKİ           | -    | 1      | -     |
| 10   | Arçelik              | -    | -      | 2     |
|      | Yeşilyurt SK         | -    | -      | 2     |
| 12   | Kocaelispor          | -    | -      | 1     |
|      | Türk Hava Yolları SK | -    | -      | 1     |
|      | Türk Telekom GSK     | -    | -      | 1     |
|      | İlbank SK            | -    | -      | 1     |

## Mest värdefulla spelare per säsong
- 2008–09 –  Seda Tokatlıoğlu (TUR)
- 2009–10 –  Jekaterina Gamova (RUS)
- 2010–11 –  Lyubov Sokolova (RUS)
- 2011–12 –  Esra Gümüş (TUR)
- 2012–13 –  Gözde Kırdar (TUR)
- 2013–14 –  Gözde Kırdar (TUR)
- 2014–15 –  Kim Yeon-koung (KOR)
- 2015–16 –  Kimberly Hill (USA)
- 2016–17 –  Natália Pereira (BRA)
- 2017–18 –  Zhu Ting (CHN)
- 2018–19 –  Zhu Ting (CHN)
- 2019–20 – Ej avslutad p.g.a. COVID-19
- 2020–21 –  Isabelle Haak (SWE)[14]
- 2021–22 –  Zehra Güneş (TUR) [15]
- 2022–23 –  Melissa Vargas (TUR)
- 2023–24 –  Melissa Vargas (TUR)